# قضب أجرد
قضب أجرد (الاسم العلمي:Cadaba glaberrima) هو نوع من النباتات يتبع جنس القضب من الفصيلة القبارية.